# Wang Jian

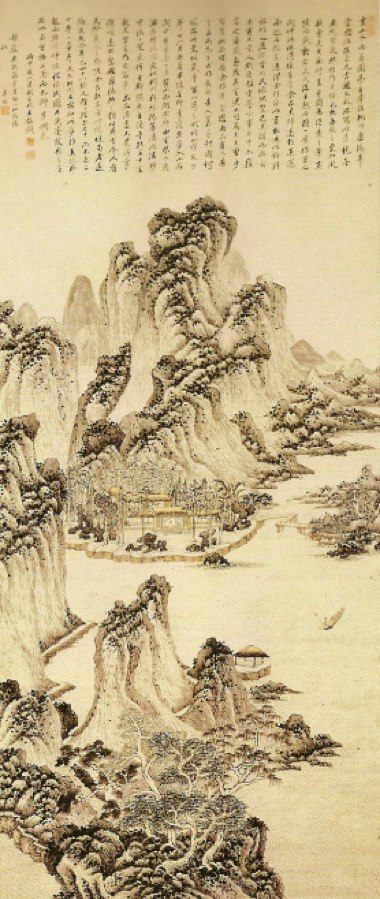
El país dels somnis

Wang Jian (en xinès simplificat: 王鉴; en xinès tradicional: 王鑒; pinyin: Wáng Jiàn), també conegut com a Xuanzhao i Xiangbi, fou un pintor xinès que va viure a finals de la dinastia Ming i als inicis de la dinastia Qing. Va néixer a Taicang, província de Jiangsu vers l'any 1598 i va morir el 1677. En la família de Wang hi havia membres que tenien càrrecs en l'Administració Imperial.
Va ser un pintor paisatgista alumne de Dong Qichang. L'ús meticulós dels colors estava inspirat en l'estil de Dong Yuan. Vinculat al grup “Els Quatre Wang” (Wang Shimin, Wang Jian, Wang Hui i Wang Yuanqi) i als “Sis Mestres” del període Qing que tanta influència va exercir sobre la pintura xinesa posterior. Entre les seves obres destaquen: ”Riu serpentejant entre pendents de pujols”, “Muntanyes a la tardor” i “Núvols entre els rius Xiao i Xiang”. Les seves pintures s'exposen a: Col·lecció Sōraikan de Kyoto, Freer Gallery of Art de Washington D.C., Museu d'Art de la Universitat de Princeton, Museu Nacional del Palau de Taipei, Museu del Palau de Pequín i Museu d'Art de Nationalmuseum d'Estocolm.